# Diocesi di Patos de Minas
La diocesi di Patos de Minas (in latino: Dioecesis Patensis) è una sede della Chiesa cattolica in Brasile suffraganea dell'arcidiocesi di Uberaba. Nel 2021 contava 541.850 battezzati su 602.120 abitanti. È retta dal vescovo Cláudio Nori Sturm, O.F.M.Cap.

## Territorio
La diocesi comprende 24 comuni nella parte centro-occidentale dello stato brasiliano di Minas Gerais: Abadia dos Dourados, Arapuá, Carmo do Paranaíba, Coromandel, Cruzeiro da Fortaleza, Douradoquara, Guimarânia, Ibiá, Iraí de Minas, Lagamar, Lagoa Formosa, Lagoa Grande, Matutina, Monte Carmelo, Patos de Minas, Patrocínio, Perdizes, Presidente Olegário, Rio Paranaíba, São Gonçalo do Abaeté, São Gotardo, Serra do Salitre, Tiros, Varjão de Minas.
Sede vescovile è la città di Patos de Minas, dove si trova la cattedrale di Sant'Antonio di Padova.
Il territorio si estende su una superficie di 35.728 km² ed è suddiviso in 44 parrocchie, raggruppate in 6 settori: Santo Antônio, São Francisco, Santa Rita, São José, São Sebastião e Nossa Senhora da Abadia.

## Storia
La diocesi è stata eretta il 5 aprile 1955 con la bolla Ex quo die di papa Pio XII, ricavandone il territorio dalla diocesi di Uberaba (oggi arcidiocesi).
Originariamente suffraganea dell'arcidiocesi di Belo Horizonte, il 4 aprile 1962 è entrata a far parte della provincia ecclesiastica dell'arcidiocesi di Uberaba.
Il 9 novembre 2002 ha ceduto il comune di Araxá all'arcidiocesi di Uberaba.

## Cronotassi dei vescovi
Si omettono i periodi di sede vacante non superiori ai 2 anni o non storicamente accertati.
- José André Coimbra † (8 giugno 1955 - 16 agosto 1968 deceduto)
- Jorge Scarso, O.F.M.Cap. † (28 dicembre 1968 - 8 gennaio 1992 ritirato)
- João Bosco Oliver de Faria (8 gennaio 1992 - 30 maggio 2007 nominato arcivescovo di Diamantina)
- Cláudio Nori Sturm, O.F.M.Cap., dall'8 ottobre 2008

## Statistiche
La diocesi nel 2021 su una popolazione di 602.120 persone contava 541.850 battezzati, corrispondenti al 90,0% del totale.
| anno | popolazione | popolazione | popolazione | presbiteri | presbiteri | presbiteri | presbiteri                | diaconi | religiosi | religiosi | parrocchie |
| anno | battezzati  | totale      | %           | numero     | secolari   | regolari   | battezzati per presbitero | diaconi | uomini    | donne     | parrocchie |
| ---- | ----------- | ----------- | ----------- | ---------- | ---------- | ---------- | ------------------------- | ------- | --------- | --------- | ---------- |
| 1965 | 331.500     | 396.000     | 83,7        | 45         | 20         | 25         | 7.366                     |         | 31        | 126       | 19         |
| 1970 | 380.000     | 400.000     | 95,0        | 41         | 19         | 22         | 9.268                     |         | 28        | 110       | 22         |
| 1976 | 425.000     | 450.000     | 94,4        | 47         | 21         | 26         | 9.042                     |         | 29        | 102       | 22         |
| 1980 | 383.000     | 407.000     | 94,1        | 36         | 20         | 16         | 10.638                    |         | 28        | 67        | 23         |
| 1990 | 710.000     | 760.000     | 93,4        | 42         | 26         | 16         | 16.904                    |         | 25        | 73        | 24         |
| 1999 | 421.311     | 495.660     | 85,0        | 61         | 39         | 22         | 6.906                     |         | 28        | 69        | 31         |
| 2000 | 438.912     | 516.368     | 85,0        | 60         | 42         | 18         | 7.315                     |         | 33        | 68        | 35         |
| 2001 | 439.000     | 517.000     | 84,9        | 64         | 42         | 22         | 6.859                     |         | 36        | 53        | 35         |
| 2002 | 420.000     | 480.000     | 87,5        | 66         | 51         | 15         | 6.363                     |         | 36        | 58        | 35         |
| 2003 | 432.842     | 519.999     | 83,2        | 64         | 46         | 18         | 6.763                     |         | 23        | 48        | 36         |
| 2004 | 393.735     | 529.162     | 74,4        | 64         | 46         | 18         | 6.152                     |         | 29        | 62        | 36         |
| 2013 | 477.000     | 616.000     | 77,4        | 79         | 63         | 16         | 6.037                     | 1       | 37        | 60        | 39         |
| 2016 | 489.000     | 631.000     | 77,5        | 81         | 68         | 13         | 6.037                     | 1       | 17        | 45        | 42         |
| 2019 | 533.400     | 592.650     | 90,0        | 82         | 69         | 13         | 6.504                     | 1       | 14        | 46        | 44         |
| 2021 | 541.850     | 602.120     | 90,0        | 82         | 69         | 13         | 6.607                     | 1       | 18        | 41        | 44         |